# St. Georgen an der Gusen
St. Georgen an der Gusen, Sankt Georgen an der Gusen – gmina targowa w Austrii, w kraju związkowych Górna Austria, w powiecie Perg. Liczy 3779 mieszkańców (1 stycznia 2015).